# Eleccions presidencials de Guinea Bissau de 1994
Les eleccions presidencials de Guinea Bissau de 1994 es van dur a terme a Guinea Bissau el 3 de juliol de 1994, amb una segona ronda a les eleccions presidencials el 7 d'agost. Eren les primeres eleccions multipartidistes des de la independència, i també la primera vegada que el president era elegit directament, ja que anteriorment el càrrec havia estat elegit per l'Assemblea Popular Nacional. A més, el dia de la primera volta de les eleccions presidencials, també es votava les eleccions parlamentàries. A les eleccions presidencials, el resultat va ser una victòria del João Bernardo Vieira del Partit Africà per la Independència de Guinea i Cap Verd (PAIGC), que va derrotar Kumba Ialá de Partit de Renovació Social en la segona ronda. En les eleccions a l'Assemblea, 1.136 candidats es van presentar per als 100 escons, dels quals el PAIGC van obtenir 62.
La participació electoral a les eleccions presidencials va ser del 89,3% el 3 de juliol i el 81,6% el 7 d'agost. A les eleccions parlamentàries va ser del 88,9%.

## Resultats

### Eleccions presidencials
| Candidat                        | Partit                                                  | Primera Volta | Primera Volta | Segona volta | Segona volta |
| Candidat                        | Partit                                                  | Votes         | %             | Votes        | %            |
| ------------------------------- | ------------------------------------------------------- | ------------- | ------------- | ------------ | ------------ |
| João Bernardo Vieira            | Partit Africà per la Independència de Guinea i Cap Verd | 142,577       | 46.20         | 161,083      | 52.02        |
| Kumba Ialá                      | Partit de Renovació Social                              | 67,518        | 21.88         | 148,664      | 47.98        |
| Domingos Fernandes              | Resistència de Guinea Bissau-Moviment Bafatá            | 53,825        | 17.44         |              |              |
| Carlos Gomes                    | Independent*                                            | 15,645        | 5.07          |              |              |
| François Mendy                  | Front de Lluita per la Independència Nacional de Guinea | 8,655         | 2.80          |              |              |
| Bubacar Rachid Djaló            | Unió pel Canvi                                          | 8,506         | 2.76          |              |              |
| Victor Saúde Maria              | Partit Unit Social Democràtic                           | 6,388         | 2.07          |              |              |
| Antonieta Rosa Gomes            | Fòrum Cívic Guineà-Socialdemocràcia                     | 5,509         | 1.79          |              |              |
| Vots nuls/blancs                | Vots nuls/blancs                                        | 49,059        | –             | 16,868       | –            |
| Total                           | Total                                                   | 357,682       | 100           | 326,615      | 100          |
| Votants registrats/participació | Votants registrats/participació                         | 400,417       | 89.33         | 400,417      | 81.57        |
| Font: Nohlen et al.             |                                                         |               |               |              |              |

* Gomes era independent però tenia el suport del Partit de Convergència Democràtica, ja que el seu cap Victor Mandinga no era elegible com a president perquè els seus pares no eren nascuts al país.

### Assemblea Nacional Popular
| Partit                                                  | Vots    | %     | Escons |
| ------------------------------------------------------- | ------- | ----- | ------ |
| Partit Africà per la Independència de Guinea i Cap Verd | 134,982 | 46.4  | 62     |
| Resistència de Guinea Bissau-Moviment Bafatá            | 57,566  | 19.8  | 19     |
| Unió pel Canvi                                          | 36,797  | 12.6  | 6      |
| Partit de Renovació Social                              | 29,957  | 10.3  | 12     |
| Partit de Convergència Democràtica                      | 15,411  | 5.3   | 0      |
| Partit Unit Social Democràtic                           | 8,286   | 2.8   | 0      |
| Front de Lluita per la Independència Nacional de Guinea | 7,475   | 2.6   | 1      |
| Fòrum Cívic Guineà-Socialdemocràcia                     | 494     | 0.2   | 0      |
| Nuls/blancs                                             | 65,024  | –     | –      |
| Total                                                   | 355,992 | 100   | 100    |
| votants registrats/participació                         | 400,417 | 88.91 | –      |
| Font: Nohlen et al.                                     |         |       |        |